# Galați (župa)
Galați je župa v Rumunsku. Leží v rumunské Moldávii, na východě země, a jejím hlavním městem je Galați.

## Charakter župy
Župa hraničí na severu s župou Vaslui, na západě s župou Vrancea, na jihu s župami Brăila a Tulcea a na východě s Moldavskem a Ukrajinou. Její území tvoří hranice řeky Siret, Dunaj a Prut a je téměř celé nížninné, pouze na severu se velmi mírně zvedá; je vhodné pro zemědělství. Hlavními odvětvími průmyslu je potravinářství, výroba lodí a metalurgie. Neprocházejí tudy téměř žádné významné železniční a silniční tahy, využívají se ale již zmíněné řeky.

## Obyvatelstvo
V roce 2011 čítala populace 507 402 obyvatel. Přičemž hustota zalidnění je 113,61 obyvatel/km2.
- Rumuni (přes 98%)
- dále:

Rusové
Ukrajinci
Romové
| Rok  | Počet obyvatel |
| ---- | -------------- |
| 1948 | 341 797        |
| 1956 | 396 138        |
| 1966 | 474 279        |
| 1977 | 581 561        |
| 1992 | 641 011        |
| 2002 | 619 556        |
| 2011 | 507 402        |

## Města
- Galați (hlavní)
- Târgu Bujor
- Berești

## Turistika
V této župě jsou nejvýznamnějšími turistickými destinacemi:
- město Galați
- jezero Brateș
- město Tecuci